# Уйомов Авенір Іванович
Авені́р Іва́нович Уйо́мов (*4 квітня 1928, с. Поріччя, Івановська область — †29 травня 2012, м. Одеса) — український вчений, доктор філософських наук, професор, філософ, логік та методолог науки.

## Освіта і наукові звання
Закінчив філософський факультет Московського державного університету ім. М. В. Ломоносова в 1949, а в 1952 там же аспірантуру по кафедрі логіки.
Тоді ж захистив кандидатську дисертацію на тему «Аналогія в сучасній техніці».
В 1964 захистив докторську дисертацію на тему «Речі, властивості та відношення і теорія висновків за аналогією».

## Кар'єра
Працював викладачем, доцентом, завідувачем кафедри філософії в Іванівському педагогічному інституті з 1952 по 1964 рік.
В 1964 році був запрошений на посаду завідувача кафедри філософії Одеського державного університету ім. І. І. Мечникова на якій і працював до 1973 року. 1965 року А.І. Уйомов засновує при кафедрі філософії методологічний семінар. на базі якого 1968 року засноване Одеське філософське товариство. З 2012 року товариство має назву Одеське філософське товариство імені А. І. Уйомова.
В 1973–1996 роках завідував відділом теорії управління й системного аналізу в Одеському відділенні інституту економіки АН України (зараз — Інститут проблем ринку й економіко-екологічних досліджень НАН України), працюючи за сумісництвом професором кафедри філософії природничих факультетів Одеського державного університету. Викладав курси з історії філософії, метафізики, основ системних досліджень. Ці курси авторські розробки професора Уйомова.

## Наукові і педагогічні досягнення
Автор близько 450 наукових праць, підготував 32 кандидати та 3 докторів наук.

## Громадська діяльність
- дійсний член Міжнародної академії науки, промисловості, освіти й мистецтва (Каліфорнія, США),
- академік Академії історії та філософії природничих та технічних наук,
- академік Української академії економічної кібернетики,
- академік Міжнародної Академії організаційних і управлінських наук,
- дійсний член міжнародної академії філософії.